# Burg Hopen
Die Burg Hopen liegt auf dem Gebiet der Stadt Lohne (Landkreis Vechta, Niedersachsen) mitten im Hopener Wald.

## Beschreibung
Die Wasserburg wurde 1517 von Herbord von Dinklage in der Nähe des Hopener Mühlenbaches errichtet. Im Dreißigjährigen Krieg wurde 1637 durch plündernde Soldaten des schwedischen und hessischen Heeres, während der Belagerung von Vechta die Vorburg abgebrannt. Auf Hopen saßen die Herren von Dinklage bis 1587. Nachdem kurzzeitig die Familie von Langen hier saß, residierten auf der Burg bis 1793 die Herren von Haren. Über einen Herrn von Oeynhausen zu Merrelsheim kam Hopen 1805 durch Kauf in den Besitz der Familie von Galen. 1948 brachte man Flüchtlinge im Gutshaus unter, und 1948 wurde Graf Korff, genannt Schmiesing-Kerssenbrock, Eigentümer. Wasserburg Hopen diente ab 1954 eine Zeit lang auch als Jugendherberge. Seit 1964 ist sie wieder in privater Nutzung.
Die Wasserburg Hopen ist von einer Gräfte umgeben, die teilweise zugeschüttet worden war und durch Graf Kerssenbrock ausgebaggert und in ihren Urzustand zurückversetzt wurde.
Die ursprüngliche Burg mit Gebäude, Burgturm und Zugbrücke wurde häufiger umgebaut. Das 1479 oder 1566 errichtete Haupthaus bekam um 1700 ein zweites Stockwerk aus Fachwerk. Um 1780 wurde die Burg durch einen zweistöckigen Fachwerkbau fast um das Doppelte verlängert. Der einst vorhandene Burgturm stürzte 1825 in die Gräfte, die Zugbrücke wurde 1880, der Anbau um 1900 abgerissen. Über der Eingangstür befindet sich eine Verdachung aus Sandstein mit dem Wappen der Familien von Haren und Löw von und zu Steinfurth.
Von der Malerin Luzie Uptmoor (1899–1984) stammt das Gemälde Wasserburg Hopen bei Lohne aus den 1970er Jahren.
Zur Burg Hopen gehörte früher ein Gut mit Land-, Forst- und Teichwirtschaft. Die Alleen, die den Burgwald Hopen durchziehen, wurden ab 1703 von dem damaligen Eigentümer Herbord von Haren angelegt.
Burg Hopen wurde 2014 aufwendig saniert und konnte am 6. September 2015 zur Feier der Sanierung von der Öffentlichkeit im Rahmen einer Führung besichtigt werden.